# Ellesmere-sziget
Ez a szócikk a szigetről szól. A településhez lásd az Ellesmere című lapot.
Az Ellesmere-sziget nagy sziget Kanada legészakibb részén, Grönland szomszédságában, jóval az északi sarkkörön túl. A Kanadai Sarki Szigetív (Canadian Arctic Archipelago), azon belül pedig az Erzsébet királynő szigetek (Queen Elizabeth Islands) része. 
A sziget északi csücskében lévő Columbia-fok Kanada legészakibb pontja.
A 196 235 km² területű (tehát Magyarországnál több mint kétszer nagyobb) Ellesmere-sziget Nunavut tartomány Qikiqtaaluk (vagy más néven Baffin) régiójának a része. Kanada harmadik, a világ tizedik legnagyobb szigete.
A zord éghajlatú, hegyekkel borította sziget népsűrűsége rendkívül gyér: 2006-ban 146-an éltek a szigeten. Legnagyobb település Grise Fiord, ami a sziget déli részében van.
A sziget jó részét a Sarki Cordillera hegyei borítják, ezzel a Sarki Szigetív hegyekkel leginkább fedett része. A szigeten megélő egyetlen faféle a sarki fűz (azonban itt nem nő fa méretűre). 
Legmagasabb pontja – egyben Nunavut legmagasabb hegye – az északi részében elhelyezkedő Barbeau-csúcs.

## Története
Első lakói vadászó csoportok lehettek, akik Kr. e. 2000 – Kr. e. 1000 közt vetődhettek ide, Peary karibura, pézsmatulokra és tengeri emlősökre vadászva.
Az ősi Dorset kultúra embere és a késő thule kultúra ősinuitjai télen és nyáron is járták a Bache-félsziget vidékét, amíg környezeti és talán társadalmi okokból el nem hagyták a vidéket. Ez volt az utolsó sarkközeli kanadai vidék, amely elnéptelenedett a kis jégkorszak (14–19. század) idején. Része, sőt időnként települési központja volt a Smith-szoros vonzáskörzetének.
Grönlandhoz hasonlóan vadászexpedícióikon és az inuitokkal való kereskedés során a vikingek elérték az Ellesmere-szigetet, a Skraeling-szigetet és a Ruin-szigetet is.
Az első újkori európai felfedező, aki megpillanthatta az Ellesmere-szigetet, William Baffin volt 1616-ban. A sziget nevét Edward Inglefield 1852-es expedíciójától kapta, Frances Egertonról, Ellesmere (egy angliai kisváros) első earljéről.
Az azóta széttöredezett hatalmas Ellesmere jégmezőt az 1875–76-os Brit sarki expedíció írta le először, amelynek során a Pelham Aldrich hadnagy vezette csapat a Sheridan-foktól az Alert-fokig hatolt. 1906-ban Robert Peary vezetett expedíciót a sziget északi részébe, a Sheridan-foktól a Nansen-szoros nyugati oldalára. Peary folytonosnak találta a jégmezőt, amely a mai becslések szerint 8900 km²-t fedhetett.

## Földrajza
A sziget területének több mint egyötöde védett, a Quittinirpaaq Nemzeti Park határain belül. A parkban hét fjord van, számos gleccser, és itt van a Hazen-tó is, Észak-Amerika legnagyobb tava a sarkkörön túl. 
Nunavut legmagasabb hegye, a Barbeau-csúcs az ellesmere-szigeti Brit Birodalom-hegység (British Empire Range) része. A sziget északkeleti régiójában van a világ legészakibb hegysége, a Challenger-hegység. 
A sziget északi ívét Grant-föld néven ismerik, itt van a Columbia-fok, Kanada legészakibb pontja, az Északi-sarktól mindössze 770 kilométerre.